# Proceps acicularis
Proceps acicularis är en insektsart som beskrevs av Étienne Mulsant och Claudius Rey 1855. Proceps acicularis ingår i släktet Proceps och familjen dvärgstritar. Inga underarter finns listade i Catalogue of Life.